# Валленсбек (коммуна)
Валленсбек (дат. Vallensbæk Kommune) — датская коммуна в составе области Ховедстаден. Площадь — 9,15 км², что составляет 0,02 % от площади Дании без Гренландии и Фарерских островов. Численность населения на 1 января 2008 года — 12399 чел. (мужчины — 6188, женщины — 6211; иностранные граждане — 791).

## Железнодорожные станции
- Валленсбек (Vallensbæk)